# Iridomyrmex viridigaster
Iridomyrmex viridigaster är en myrart som beskrevs av Clark 1941. Iridomyrmex viridigaster ingår i släktet Iridomyrmex och familjen myror. Inga underarter finns listade i Catalogue of Life.